# Ciemnobiałka brązowomiąższowa
Ciemnobiałka brązowomiąższowa (Melanoleuca arcuata (Bull.) Singer) – gatunek grzybów należący do rzędu pieczarkowców (Agaricales).

## Systematyka i nazewnictwo
Pozycja w klasyfikacji według Index Fungorum: Melamoleuca, Incertae sedis, Agaricales, Agaricomycetidae, Agaricomycetes, Agaricomycotina, Basidiomycota, Fungi.
Po raz pierwszy takson ten opisał w 1790 r. Jean Baptiste François Bulliard, nadając mu nazwę Agaricus arcuatus. Obecną, uznaną przez Index Fungorum nazwę nadał mu w 1935 r. Rolf Singer, przenosząc go do rodzaju Melanoleuca.
Synonimy naukowe:
- Agaricus arcuatus Bull. 1790
- Collybia arcuata (Bull.) Fayod 1889
- Cortinarius arcuatus (Bull.) Quél. 1883
- Gyrophila arcuata (Bull.) Quél. 1886
- Tricholoma arcuatum (Bull.) Quél. 1872[2].

Nazwę polską zarekomendował Władysław Wojewoda w 2003 r.

## Morfologia
Kapelusz
Średnica 3–9 (12) cm. Jest higrofaniczny. Powierzchnia plamista, błyszcząca, nieco lepka, ciemno czerwonobrązowa, szarobrązowa do oliwkowobrązowej, przeważnie z garbem, środek ciemniejszy, brzeg jaśniejszy, skórka nie dochodzi do blaszek.
Blaszki
Białawe, później żółtawe, wypukłe, zbiegające zębem, wydające się prawie wolne, cienkie, miękkie,. Ostrza gładkie, tego samego koloru.
Trzon
Wysokość 4–9 (11) cm, grubość 0,4–0,9 cm, cylindryczny lub maczugowaty ze zgrubiałą podstawą. Powierzchnia ciemnobrązowa, pokryta podłużnie ułożonymi włókienkami, które w górnej części są białawe, ku dołowi ciemniejące, u podstawy szarobrązowe. Podstawa bardzo ciemna z białawą, filcowatą grzybnią.
Miąższ
Cienki, brudnobiaławy, kremowobiały do jasnobrązowego w kapeluszu. Zapach słaby lub lekko grzybowy, smak łagodny.
Wysyp zarodników
Biały.
Cechy mikroskopowe
Zarodniki białe, 6,5-9 × 4,5–5,1 μm, elipsoidalne, jajowate, owalne, o nieco szorstkiej powierzchni, amyloidalne, Q = 1,4-1,8. Podstawki 35-40 × 8–10 μm, czterozarodnikowe, bez sprzążek, cheilocystydy 50-62 × 8-12 µm, głównie wrzecionowate, butelkowate, rozpuszczające się w KOH, pleurocystydy nieliczne i występujące tylko przy krawędzi ostrza blaszek.
Gatunki podobne
Pospolita ciemnobiałka białoszara (Melanoleuca polioleuca). Odróżnia się lekko mącznym smakiem, węższymi zarodnikimi. Pewne rozróżnienie tych gatunków możliwe jest tylko badaniem mikroskopowym. Podobne są także: ciemnobiałka ciemna (Melanoleuca melaleuca), ciemnobiałka prążkowana (Melanoleuca grammopodia), ciemnobiałka krótkotrzonowa (Melanoleuca brevipes) i ciemnobiała płowa (Melanoleuca cognata).

## Występowanie i siedlisko
Stanowiska tego gatunku podano w Europie, Ameryce Północnej i na Nowej Zelandii. W Polsce W. Wojewoda w 2003 r. przytoczył 4 stanowiska z uwagą, że rozprzestrzenienie i stopień tego gatunku nie są znane. W późniejszych latach podano następne stanowiska.
Naziemny grzyb saprotroficzny. Rośnie wśród traw w lasach olszowych (olsach).

## Znaczenie
Jest grzybem jadalnym, ale ma gorszy smak, niż inne ciemnobiałki.